# Všeobecné volby ve Spojeném království 2017
Všeobecné volby ve Spojeném království 2017 se konaly 8. června 2017. Byly vyhlášeny na návrh premiérky Theresy Mayové, kdy většina poslanců hlasovala pro předčasné volby. Theresa Mayová navrhovala, aby se z důvodu nadcházejících vyjednávání ohledně vystoupení Spojeného království z Evropské unie (brexit) konaly nové volby, pro něž nakonec hlasovalo 522 z 535 přítomných poslanců. Ve volbách zvítězila Konzervativní strana premiérky Theresy Mayové, ztratila však většinu v Dolní sněmovně. Tu jí pro vznik vlády zajistila severoirská DUP.

## Výsledky
| 317           | 10 | 262        | 35  | 12 | 14 |
| Konzervativci | D  | Labouristé | SNP | LD | O  |

Ve volbách zvítězila se 42,4% hlasů Konzervativní strana. Získala 317 mandátů. Těsně za ní skončila Strana práce se 40% hlasů a 262 mandáty. Do Dolní sněmovny se mimo jiné dostala ještě skotská SNP se 35 mandáty, Liberální demokraté se 12 mandáty, severoirská DUP s 10 mandáty nebo Sinn Féin se 7 mandáty.
|                        | Konzervativci  | Labouristé    | Lib dem    | SNP                | Zelení         | DUP           | Sinn Féin        | Plaid Cymru |
| ---------------------- | -------------- | ------------- | ---------- | ------------------ | -------------- | ------------- | ---------------- | ----------- |
| Volební lídr           | Theresa Mayová | Jeremy Corbyn | Tim Farron | Nicola Sturgeonová | Caroline Lucas | Arlene Foster | Michelle O'Neill | Leanne Wood |
| Počet hlasů            | 13 636 684     | 12 877 858    | 2 371 861  | 977 568            | 512 327        | 292 316       | 238 915          | 164 466     |
| Podíl                  | 42,4 % ▲       | 40 % ▲        | 7,4 % ▼    | 3 % ▼              | 1,6 % ▼        | 0,9 % ▲       | 0,7 % ▲          | 0,5 % ▼     |
| Počet mandátů          | 317 ▼          | 262 ▲         | 12 ▲       | 35 ▼               | 1 ▬            | 10 ▲          | 7 ▲              | 4 ▲         |
| Předchozí volby (2015) | 36,9 % (330)   | 30,5 % (232)  | 7,9 % (8)  | 4,7 % (56)         | 3,6 % (1)      | 1,2 % (8)     | 0,6 % (4)        | 0,5 % (3)   |

### Podrobné výsledky
| Strana  | Strana               | Lídr                                 | Mandáty | Mandáty | Mandáty | Hlasy      | Hlasy |
| Strana  | Strana               | Lídr                                 | Počet   | v %     | +/-     | Počet      | v %   |
| ------- | -------------------- | ------------------------------------ | ------- | ------- | ------- | ---------- | ----- |
|         | Konzervativní strana | Theresa Mayová                       | 317     | 48,8%   | ▼ 13    | 13 636 684 | 42,3% |
|         | Labouristická strana | Jeremy Corbyn                        | 262     | 40,3%   | ▲ 30    | 12 877 918 | 40,0% |
|         | Liberální demokraté  | Tim Farron                           | 12      | 1,8%    | ▲ 4     | 2 371 861  | 7,4%  |
|         | SNP                  | Nicola Sturgeonová                   | 35      | 5,4%    | ▼ 21    | 977 568    | 3,0%  |
|         | UKIP                 | Paul Nuttall                         | 0       |         | ▼ 1     | 594 068    | 1,8%  |
|         | Zelení               | Caroline Lucasová a Jonathan Bartley | 1       | 0,2%    | ▬ 0     | 525 605    | 1,6%  |
|         | DUP                  | Arlene Fosterová                     | 10      | 1,5%    | ▲ 2     | 292 316    | 0,9%  |
|         | Sinn Féin            | Gerry Adams                          | 7       | 1,1%    | ▲ 3     | 238 915    | 0,7%  |
|         | Plaid Cymru          | Leanne Woodová                       | 4       | 0,6%    | ▲ 1     | 164 466    | 0,5%  |
|         | nezávislí            | -                                    | 2       | 0,3%    | ▬ 0     | 185 770    | 0,5%  |
|         | SDLP                 | Colum Eastwood                       | 0       |         | ▼ 3     | 95 419     | 0,3%  |
|         | UUP                  | Robin Swann                          | 0       |         | ▼ 2     | 83 280     | 0,3%  |
|         | Aliance              | Naomi Long                           | 0       |         | ▬ 0     | 64 553     | 0,2%  |
| ostatní | ostatní              |                                      | 0       |         |         | 95 701     | 0,3%  |
| celkem  | celkem               |                                      | 650     | 100%    |         | 32 204 184 | 100%  |

| \| Hlasy \| Hlasy \| Hlasy \| Hlasy \| Hlasy \| \| ------------- \| ------------- \| ----- \| ------ \| ------ \| \| \| \| \| \| \| \| Konzervativci \| Konzervativci \| \| 42,4 % \| 42,4 % \| \| Labouristé \| Labouristé \| \| 40,0 % \| 40,0 % \| \| Lib Dem \| Lib Dem \| \| 7,4 % \| 7,4 % \| \| SNP \| SNP \| \| 3,0 % \| 3,0 % \| \| UKIP \| UKIP \| \| 1,8 % \| 1,8 % \| \| Zelení \| Zelení \| \| 1,6 % \| 1,6 % \| \| DUP \| DUP \| \| 0,9 % \| 0,9 % \| \| ostatní \| ostatní \| \| 2,9 % \| 2,9 % \| |               |  |        |        |
| Hlasy |               |  |        |        |
| |               |  |        |        |
| Konzervativci | Konzervativci |  | 42,4 % | 42,4 % |
| Labouristé | Labouristé    |  | 40,0 % | 40,0 % |
| Lib Dem | Lib Dem       |  | 7,4 %  | 7,4 %  |
| SNP | SNP           |  | 3,0 %  | 3,0 %  |
| UKIP | UKIP          |  | 1,8 %  | 1,8 %  |
| Zelení | Zelení        |  | 1,6 %  | 1,6 %  |
| DUP | DUP           |  | 0,9 %  | 0,9 %  |
| ostatní | ostatní       |  | 2,9 %  | 2,9 %  |

| \| Mandáty \| Mandáty \| Mandáty \| Mandáty \| Mandáty \| \| ------------- \| ------------- \| ------- \| ------- \| ------- \| \| \| \| \| \| \| \| Konzervativci \| Konzervativci \| \| 48,8 % \| 48,8 % \| \| Labouristé \| Labouristé \| \| 40,3 % \| 40,3 % \| \| SNP \| SNP \| \| 5,4 % \| 5,4 % \| \| Lib Dem \| Lib Dem \| \| 1,8 % \| 1,8 % \| \| DUP \| DUP \| \| 1,5 % \| 1,5 % \| \| Sinn Féin \| Sinn Féin \| \| 1,1 % \| 1,1 % \| \| ostatní \| ostatní \| \| 1,1 % \| 1,1 % \| |               |  |        |        |
| Mandáty |               |  |        |        |
| |               |  |        |        |
| Konzervativci | Konzervativci |  | 48,8 % | 48,8 % |
| Labouristé | Labouristé    |  | 40,3 % | 40,3 % |
| SNP | SNP           |  | 5,4 %  | 5,4 %  |
| Lib Dem | Lib Dem       |  | 1,8 %  | 1,8 %  |
| DUP | DUP           |  | 1,5 %  | 1,5 %  |
| Sinn Féin | Sinn Féin     |  | 1,1 %  | 1,1 %  |
| ostatní | ostatní       |  | 1,1 %  | 1,1 %  |